# Гавловский, Алексей Гаврилович
Алексей Гаврилович Гавловский (14 мая 1842 года — 1 ноября 1891 года) — генерал-майор Русской императорской армии и педагог.

## Биография
Алексей Гаврилович Гавловский служил по военно-учебному ведомству, занимая должности воспитателя и преподавателя математики в Первом и Втором петербургских кадетских корпусах (гимназиях) и помощника инспектора в Павловском военном училище.
Принимал участие в подавлении Польского восстания 1863—1864 годов.
Его учебной специальностью была начертательная геометрия. Вместе с профессором Николаем Павловичем Дуровым он составил «Руководство геометрического черчения» (СПб., 1874 г.; 2 изд., СПб., 1870 г.), пользовавшееся широким применением в военно-учебных заведениях Российской империи.
Кроме того, А. Г. Гавловским было самостоятельно составлено «Руководство геометрического черчения. Курс V класса военных гимназий» (СПб., 1880 год).
С 1883 года Гавловский занимал должность инспектора Ново-Александрийского института сельского хозяйства и лесоводства, а в конце 1880-х годов переселился в столицу и был назначен начальником располагавшейся в Петергофе Военной школы имени императора Александра II, подготавливающей дворянских детей для поступления в кадетские корпуса, при этом преподавал математику в старших классах 2-го кадетского корпуса. Чин генерал-майора был пожалован А. Г. Гавловскиму в 1891 году.
Алексей Гаврилович Гавловский скончался 1 ноября 1891 года и был погребен в Санкт-Петербурге на Митрофаньевском кладбище.